# Déclaration des faits

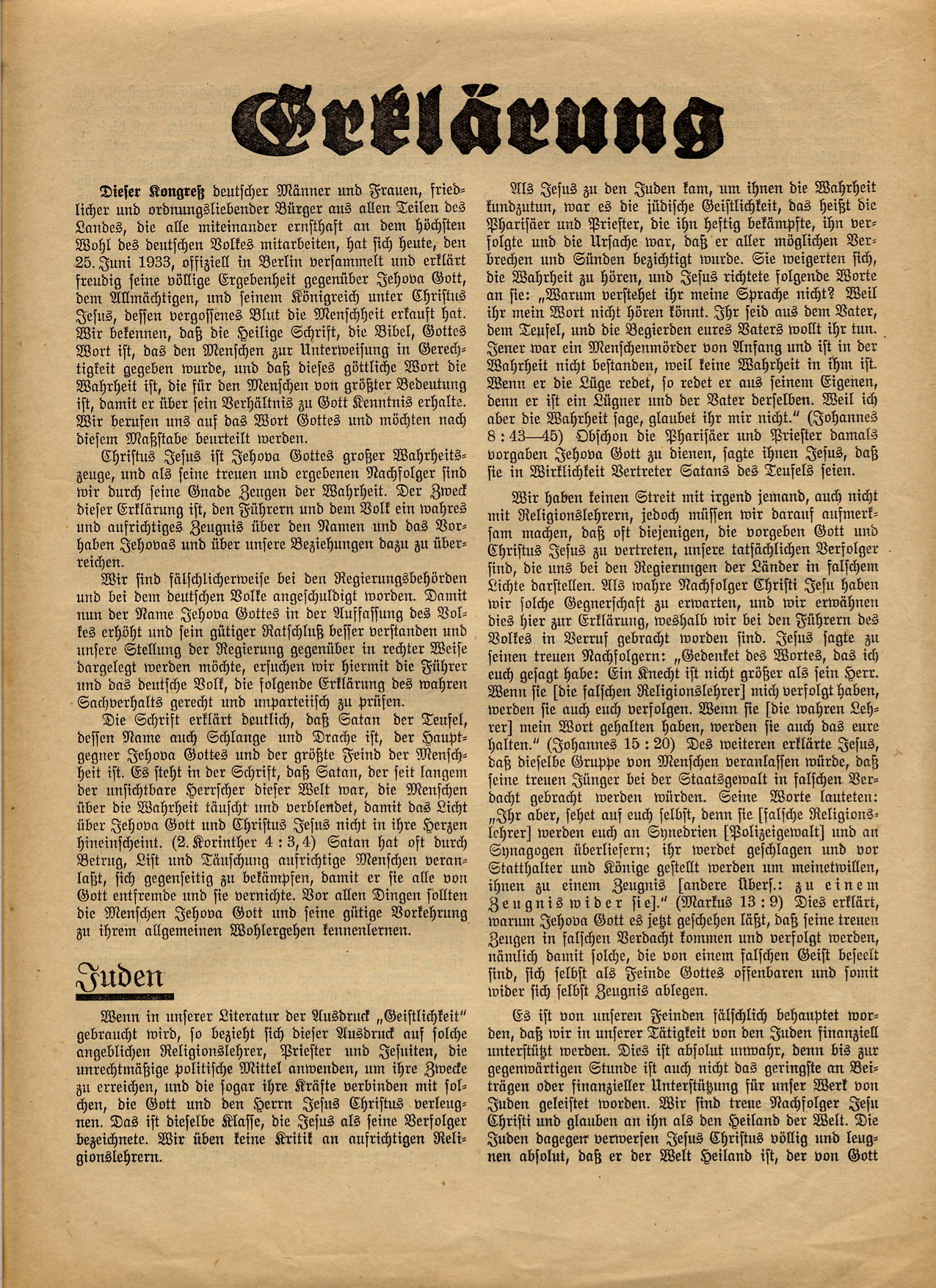
Wilmersdorfer Erklärung du 25 juin 1933 (page 1)

La Déclaration des faits est une déclaration publique largement diffusée, publiée par les Témoins de Jéhovah pendant la période de persécution du groupe dans l'Allemagne nazie. Le document affirme la neutralité politique de la dénomination, réclame le droit de prêcher publiquement et affirme que les Témoins sont victimes d'une campagne de désinformation menée par d'autres églises. Il a été préparé par le président de la Watch Tower Society, Joseph Franklin Rutherford, et publié lors d'une convention à Berlin le 25 juin 1933. Plus de 2,1 millions d'exemplaires de la déclaration ont été distribués dans toute l'Allemagne, et des copies ont également été envoyées à de hauts fonctionnaires, dont le chancelier Adolf Hitler. Sa diffusion a déclenché une nouvelle vague de persécutions contre les témoins allemands.

## Contexte
À partir de 1922, des étudiants allemands de la Bible (Ernste Bibelforscher) ont été arrêtés pour colportage illégal alors qu'ils distribuaient publiquement la littérature de la Watch Tower Society. Entre 1927 et 1930, près de 5 000 accusations ont été portées contre des membres du groupe, et bien que la plupart se soient soldées par des acquittements,, certaines « peines sévères » ont également été prononcées. En novembre 1931, les autorités bavaroises ont utilisé de nouvelles ordonnances d'urgence relatives aux troubles politiques pour confisquer et interdire la littérature de la Watch Tower Society. À la fin de l'année 1932, plus de 2 300 accusations contre des étudiants de la Bible étaient en cours.
Les restrictions se sont renforcées avec la nomination d'Adolf Hitler comme nouveau chancelier de l'Allemagne le 30 janvier 1933. Le 4 février, il publie un décret autorisant la police à confisquer la littérature « mettant en danger l'ordre public et la sécurité » et à restreindre la liberté de réunion. Au milieu de l'année 1933, les activités du groupe - alors connu sous le nom de Témoins de Jéhovah - avaient été interdites dans la plupart des États allemands, ses membres étant accusés d'être communistes et de s'associer aux Juifs dans le cadre de mouvements politiques subversifs. Les domiciles des membres ont été fréquemment fouillés par la police à la recherche de documents compromettants et, le 24 avril, le siège de l'Association internationale des étudiants de la Bible (IBSA) à Magdebourg a été brièvement occupé par la police.
Les autorités s'opposent à l'influence de minorités religieuses telles que les Témoins de Jéhovah parce qu'elles « contribuent à la fragmentation idéologique du peuple allemand », mais elles considèrent également le groupe comme une menace pour les principales confessions chrétiennes. Un décret du ministère de l'intérieur stipule que :

« En particulier les dimanches et les jours fériés chrétiens, des personnes envoyées par les « Earnest Bible Students » vont de maison en maison et importunent les gens en leur imposant les journaux de la Magdeburg Watch Tower Bible and Tract Society, qui contiennent des attaques malveillantes contre les principales églises chrétiennes et leurs institutions ... Cette activité démoralisante, qui représente un usage abusif du droit à la liberté d'expression, provoque des dissensions non seulement dans des familles individuelles, mais aussi dans des communautés entières. Elle est incompatible avec l'idée d'une communauté chrétienne en Allemagne et ne peut donc plus être autorisée. »

En juin, le président de la Watch Tower Society, Joseph Rutherford, et Nathan Knorr se rendirent à Berlin pour tenter de négocier la possibilité de poursuivre l'activité de prédication en Allemagne. Sur place, ils organisent une convention publique qui se tiendra à Berlin le 25 juin 1933 pour publier une Déclaration des faits, rédigée par Rutherford. Ils espéraient que ce document convaincrait Hitler, les fonctionnaires et le public que les Témoins de Jéhovah ne représentaient aucune menace pour le peuple allemand et l'État.
Rutherford et Knorr quittent tous deux l'Allemagne avant le début de la convention, qui se tient au Wilmersdorfer Tennishallen. Alors que les organisateurs s'attendaient à une participation de 5 000 personnes, c'est une foule de 7 000 personnes qui s'est présentée. À la surprise des participants, la convention s'ouvrit sur un chant, Zion's Glorious Hope (L'espoir glorieux de Sion), qui n'était alors que rarement chanté lors des réunions des Témoins. Sur une musique composée par Joseph Haydn en 1797, il figurait dans le recueil de chants des étudiants de la Bible depuis 1905, mais avait été évité depuis 1922, lorsque la même musique avait été utilisée avec de nouvelles paroles pour l'hymne national allemand. Au cours de la convention, la Déclaration des faits de 3 800 mots a été présentée à la foule.
Quelque 2,5 millions d'exemplaires de la Déclaration, reproduite sous la forme d'une brochure de quatre pages, ont été distribués publiquement et, un jour après la convention, la déclaration a été envoyée à Hitler avec une lettre d'accompagnement de sept pages rédigée par Balzereit dans laquelle il assurait au chancelier que l'IBSA « n'était pas en opposition avec le gouvernement national du Reich allemand ». La lettre ajoutait qu'au contraire, « les objectifs et les efforts entièrement religieux et non politiques des étudiants de la Bible » étaient « totalement en accord avec les objectifs correspondants du gouvernement national ». L'historien Detlef Garbe a conclu qu'en utilisant une formulation subtile, Balzereit voulait que la lettre, tout en représentant les enseignements des Étudiants de la Bible, puisse également être mal interprétée par les adversaires du groupe.

## Les conséquences
Quelques jours après avoir envoyé la déclaration à Hitler, Balzereit a quitté l'Allemagne et a émigré à Prague. Le 28 juin, 30 troupes d'assaut du parti nazi font une deuxième descente dans les bureaux de Magdebourg, hissant la croix gammée au-dessus du bâtiment, fermant l'usine, scellant les presses et verrouillant les locaux. Le ministère de l'intérieur a déclaré que cette action visait à interdire toute activité future de la Watch Tower Society en Allemagne. Fin août, les autorités ont transporté environ 70 tonnes de littérature et de bibles de la Watch Tower dans 25 camions jusqu'à la périphérie de la ville et les ont brûlées publiquement. Dans certaines régions, les Témoins ont bravé l'interdiction de prêcher, mais dans toute l'Allemagne, de nombreux croyants se sont retirés de l'association et ont cessé toute activité. Lorsque des exemplaires de la Tour de Garde et de l'Âge d'or ont commencé à arriver en Allemagne par courrier en provenance de l'étranger, la police a ordonné la confiscation du courrier des Témoins de Jéhovah connus.
En septembre 1934, un millier de Témoins de Jéhovah allemands se joignent à une foule de 3 500 personnes lors d'une convention internationale organisée à Bâle, en Suisse, sur le thème « Ne les craignez pas ». Rutherford exhorte les Témoins de Jéhovah allemands à reprendre leur activité de prédication, ce à quoi les participants répondent en déclarant dans une résolution qu'ils le feront le 7 octobre 1934, indépendamment de l'interdiction. La résolution contenait également un message de protestation contre le traitement qui leur était réservé en Allemagne. La résolution est communiquée à la presse suisse et une copie est envoyée à Hitler, accompagnée d'un message libellé comme suit : « Les mauvais traitements que vous infligez aux Témoins de Jéhovah choquent tous les peuples de la terre et déshonorent le nom de Dieu. Abstenez-vous de poursuivre la persécution des Témoins de Jéhovah, sinon Dieu vous détruira, vous et votre parti national ». Des milliers de télégrammes contenant le même avertissement ont été envoyés au gouvernement du Reich à Berlin par des Témoins d'Europe, des États-Unis et de Grande-Bretagne les 8 et 9 octobre, jusqu'à ce que les bureaux de poste étrangers soient priés de cesser de les envoyer parce que le destinataire refusait de les accepter
Balzereit retourne ensuite en Allemagne pour reprendre son poste de chef de branche, mais s'attire les critiques de certains membres pour sa réticence à braver les interdictions de prêcher en public. En mai 1935, il est arrêté avec huit autres officiers ; lors d'un procès en décembre de la même année, il nie avoir défié les décrets officiels, mais il est condamné à 2½ ans d'emprisonnement. L'année suivante, il est expulsé de la Watch Tower Society, Rutherford expliquant dans une lettre aux Témoins allemands qu'il est surpris que « pas un seul de ceux qui ont été jugés à l'époque n'ait rendu un témoignage fidèle et sincère au nom de Jéhovah ». Rutherford a déclaré que Balzereit n'avait rien dit qui montre « sa confiance totale en Jéhovah » et que, par conséquent, la Société « n'aura désormais plus rien à faire avec lui ». En outre, la Société « ne fera aucun effort pour les libérer de prison, même si elle avait le pouvoir de faire quoi que ce soit».

## Analyse historique
L'historien allemand Detlef Garbe pense que la Déclaration des faits faisait partie des efforts d'adaptation du groupe à une époque de persécution croissante. Selon lui, l'utilisation de l'hymne Zion's Glorious Hope à l'ouverture de la convention de Berlin visait à laisser une bonne impression aux étrangers en partageant la même mélodie que l'hymne national allemand. Il a également noté que la formulation du document présentait la dénomination comme une organisation ayant une attitude positive à l'égard de l'Etat allemand qui avait des intérêts communs avec elle. M. Garbe a déclaré qu'en rejetant les accusations selon lesquelles les Témoins avaient reçu un soutien financier de la part des Juifs, le groupe « s'est clairement distancié d'un autre groupe persécuté ». Il a noté l'utilisation de « slogans antijuifs » dans le document, qui a été écrit moins de trois mois après le boycott des magasins juifs en Allemagne, mais n'a pas considéré les Témoins comme antisémites. Garbe a déclaré que des publications ultérieures de la Watch Tower Society avaient déformé la Déclaration des faits en la présentant comme une « résolution de protestation » et avaient également prétendu à tort que Balzereit avait « édulcoré » ses publications dans sa traduction du document original de Rutherford[15]. Selon lui, la critique de Balzereit dans l'annuaire 1974 des Témoins était une tentative de faire porter au dirigeant de la branche allemande la responsabilité des tentatives d'adaptation de la religion[15]. Garbe a déclaré que la description par la Déclaration de l'empire anglo-américain comme « l'empire le plus oppressif de la terre » compromettait également les prétentions du groupe à la neutralité politique.
L'historien canadien James Penton estime que la Déclaration des faits renforce les stéréotypes antisémites, notamment en dénonçant les Juifs pour leur contrôle de l'économie et leur rôle dans la mort de Jésus. Il note également que les déclarations sur les Juifs reflètent celles faites dans Mein Kampf d'Hitler, l'essai Wir fordern de Joseph Goebbels de 1927 et d'autres publiés par Julius Streicher. Le livre de Penton, Jehovah's Witnesses and the Third Reich, a été critiqué par Garbe, qui a affirmé que son interprétation reflétait une aversion contre son ancienne religion et que son écriture manquait d'objectivité.
Le spécialiste des religions Gabriele Yonan ne considère pas la Déclaration des faits comme une tentative de gagner la faveur d'Hitler, car elle ne s'adresse pas à Hitler en tant que « Fuhrer » et ne se termine pas par les mots « Heil Hitler », contrairement à d'autres documents officiels de l'Église adressés aux autorités de l'État. Yonan ne considérait pas l'œuvre comme antisémite car elle ne faisait pas référence à la terminologie courante dans les œuvres antisémites de l'époque, telle que « Zion ».